# Mysikrólik (zwyczajny)
Mysikrólik (zwyczajny) (Regulus regulus) – gatunek małego ptaka z rodziny mysikrólików (Regulidae), wcześniej zaliczany do pokrzewkowatych (Sylviidae).

## Systematyka
Wyróżniono kilkanaście podgatunków R. regulus:
- mysikrólik (zwyczajny), mysikrólik[4] (Regulus regulus regulus) – Europa i zachodnia Syberia.
- mysikrólik kanaryjski[4] (Regulus regulus teneriffae) – La Gomera i Teneryfa (zachodnio-środkowe Wyspy Kanaryjskie).
- Regulus regulus ellenthalerae – La Palma i El Hierro (zachodnie Wyspy Kanaryjskie).
- Regulus regulus azoricus – São Miguel (wschodnie Azory).
- Regulus regulus sanctaemariae – Santa Maria (południowo-wschodnie Azory).
- Regulus regulus inermis – zachodnie i środkowe Azory.
- Regulus regulus buturlini – Krym, Anatolia i obszar Kaukazu.
- Regulus regulus hyrcanus – południowo-wschodni Azerbejdżan i północny Iran.
- Regulus regulus coatsi – południowo-środkowa Syberia.
- Regulus regulus tristis – Tienszan (środkowa Azja).
- Regulus regulus himalayensis – wschodni Afganistan do zachodnich Himalajów.
- Regulus regulus sikkimensis – wschodnie Himalaje do północno-środkowych Chin.
- Regulus regulus yunnanensis – środkowe i południowo-środkowe Chiny, północno-wschodnia Mjanma.
- Regulus regulus japonensis – południowo-wschodnia Syberia, północno-wschodnie Chiny, Korea i Japonia.

## Występowanie
Występuje nieomal w całej Europie (na południu rzadziej, najliczniej w środkowej i wschodniej) oraz w Azji – aż po wschodnią Syberię i Japonię oraz w Azji Mniejszej. Nie zamieszkuje dalekiej Północy. Częściowo osiadły (południowe populacje), częściowo wędrowny (przeloty od marca do kwietnia i odloty od września do listopada populacji północnych) lub koczujący. Zimuje w południowej Europie, północnej Afryce i w Azji.
W Polsce liczny lub bardzo liczny ptak lęgowy, pospolity zwłaszcza w lasach świerkowych gór i w północno-wschodniej części kraju (np. w puszczach: Augustowskiej, Knyszyńskiej i Białowieskiej). Nieliczny jedynie na obszarach bez świerka. Spotkać go można w górach do górnej granicy lasu do wysokości 1500 m n.p.m. Dość licznie zimuje, choć rokrocznie w zmiennej liczbie. W niektórych latach notuje się inwazyjne naloty ptaków z północnego wschodu Europy. Najczęściej spotyka się je w trakcie migracji wiosną i jesienią, kiedy to wędrują w większych grupach.

## Charakterystyka

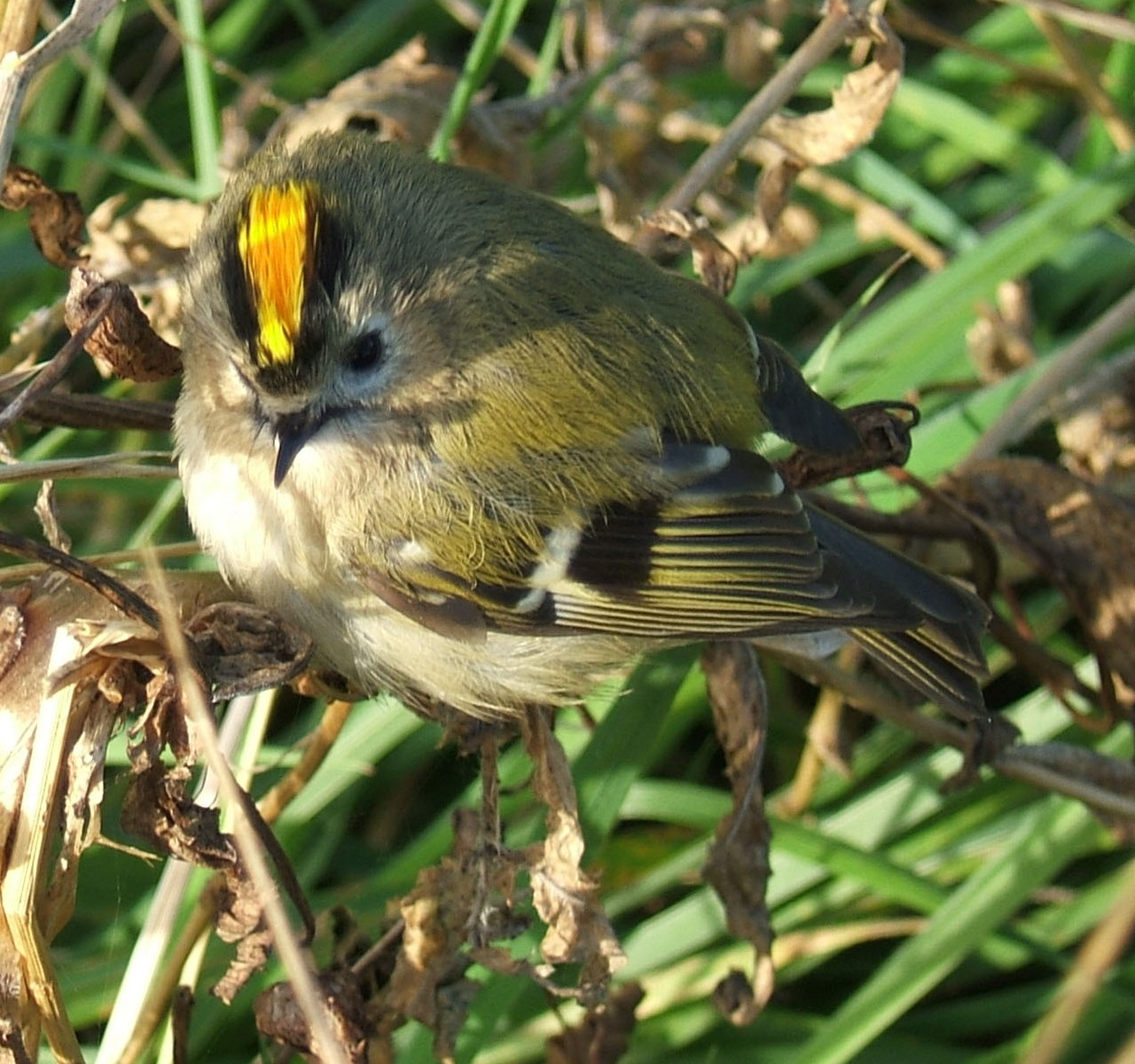
Widoczna charakterystyczna jaskrawa pręga na głowie

### Cechy gatunku
Najmniejszy ptak Europy, choć niektórzy błędnie uznają za takiego strzyżyka. Ma krępą, okrągłą sylwetkę, dużą głowę i krótki, szydłowaty ogon. Obie płci ubarwione podobnie i o zbliżonej wielkości. Upierzenie oliwkowozielone, jaśniejsze od spodu i ciemniejsze z wierzchu. Przez ciemniejsze skrzydła przechodzą dwie białe pręgi na brzegach lotek. Na oliwkowozielonej głowie żółtopomarańczowa (dorosły samiec) lub żółta (samica) kreska z czarną obwódką. Podczas toków samiec pokazuje tę kreskę, unosząc pióra na wierzchu głowy. Białe policzki i czoło, oczy stosunkowo duże i czarne, wokół nich widać rozjaśnienie. Ma jasnożółty kuper, żółtoszary brzuch, brązowe lotki i sterówki. Delikatny, krótki dziób i tęczówki oczu są czarnobrązowe. Nozdrza przykrywa pojedyncze piórko. Nogi mają natomiast kolor oliwkowobrązowy. Młode podobne do dorosłych, ale z jednolicie szarą głową (bez widocznego z dala rysunku) i bardziej matowym upierzeniem. Tylko gdy trzyma się je w ręku, widać pojedyncze żółte piórka na ciemieniu. Jeśli u młodego ptaka widać jasną i ciemną kreskę nad okiem, oznacza to, że jest to mysikrólik, a nie spokrewniony z nim zniczek, który ma bardziej wyrazistszą (czarną) kreskę przechodząca przez oko.

Mimo niewielkich rozmiarów jest bardzo ruchliwy. Przypomina z wyglądu miniaturkę świstunki, jednak ma 2 białe prążki na skrzydłach. Trudno go zauważyć, gdyż większość czasu spędza wysoko w koronach drzew. Łatwiej go usłyszeć, zwłaszcza cicho odzywa się w borach. Nisko lata. Schodzi na ziemię tylko wyjątkowo, głównie w sytuacji znacznego głodu. Lot nie jest charakterystyczny.
Mysikrólik nie ma w zwyczaju chować się w dziuplach lub innych zakamarkach nawet zimą. Świadczy to o jego wytrzymałości, bo potrafi w 15-stopniowym mrozie przesiedzieć na gałązce nawet 16 godzin. To sprawia, że oznaczono go łacińską nazwą gatunkową regulus wywodząca się od rex, czyli króla. Zgrabne połączenie natury ptaka ujęto w polskiej nazwie – w ciele wielkości myszy kryje się królewski hart ducha, co wydaje się podkreślać żółta niby-korona.

### Głos

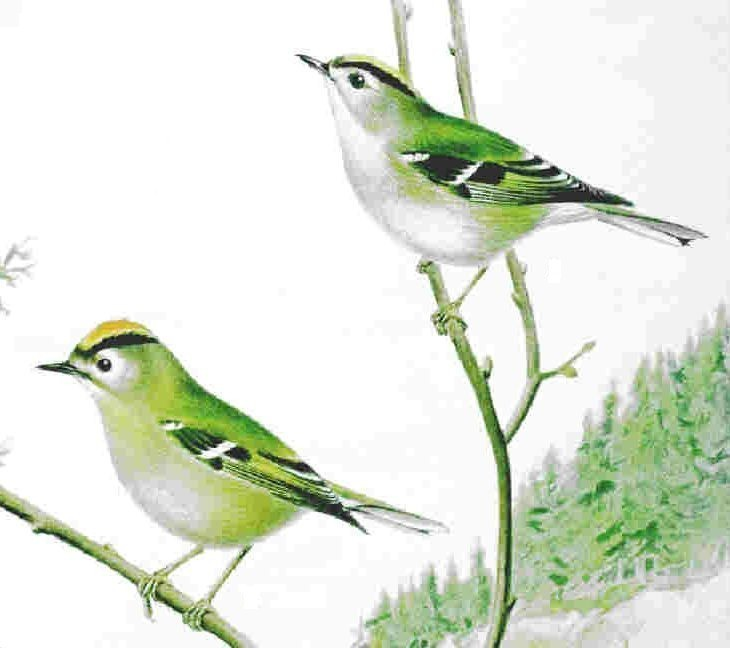
Różnica pomiędzy płciami widoczna jest w jaskrawości paska na głowie (na dole samiec)

Wydaje ciche, szczebioczące „si si si”, „sri sri sri” z akcentem na kończącym pieśń trelu lub o podobnej wysokości falujący śpiew wabiący. Samiec często śpiewa i w różnych porach roku – robi to najczęściej blisko swego gniazda na wierzchołku drzewa. Usłyszeć go można w lesie iglastym nawet zimą. Milknie w okresie wylęgu piskląt, aby nie zwracać uwagi na gniazdo i nie tracić czujności.

Od śpiewu zniczka odróżnia go szybko powtarzane „si si”, a następnie głośniejsza, dwusylabowa, modulowana seria zakończona delikatnym trelem.

### Wymiary średnie
długość ciałaok. 9 cm

rozpiętość skrzydełok. 13–15 cm

### Masa ciała
4,5–7 g

## Biotop
Zwarte bory iglaste i mieszane (z przewagą drzew iglastych, najlepiej luźno stojących świerków) z licznymi podrostami. Ptak związany z występowaniem świerka pospolitego i jodły. Rzadziej widywany w lasach sosnowych, sadach, ogrodach. Tam, gdzie występuje, stale przelatuje między gałęziami świerkowymi, w których chętnie się gnieździ i żeruje. Mogą to być też sztuczne nasadzenia iglaków np. w parkach czy cmentarzach. Początkowo ptak ten zasiedlał tylko wysokogórskie naturalne lasy świerkowe. Wprowadzenie sztucznych monokultur świerkowych na niżej położonych obszarach rozszerzyło jego areał lęgowy i pojawił się tam, gdzie dotychczas środowisko nie było ekologicznie odpowiednie. Obszary występowania z pierwotnie wyspowych stały się bardziej zwarte. Pomimo to nie spotkamy mysikrólika w lasach liściastych i na krzewach (chyba że w czasie przelotów), a rzadko w mieszanych i przerzedzonych kompleksach leśnych.

## Okres lęgowy

### Toki

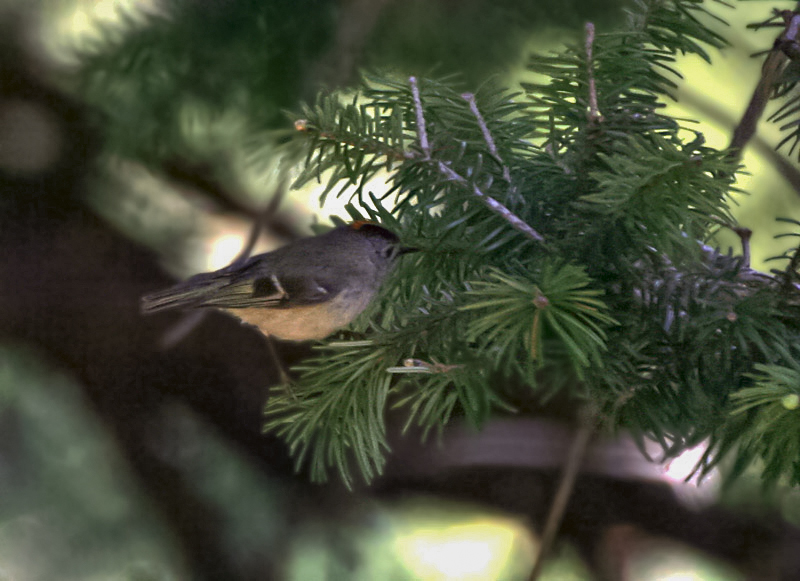
Na gałęzi świerku 3500 m n.p.m. w Kullu w Indiach

W czasie godów samce wykorzystują swe jaskrawe prążki na głowie – stroszą pióra w czubek. Samice odpowiadają podobnym zachowaniem. Tworzone pary są monogamiczne. Okres lęgowy trwa od kwietnia do lipca.

### Gniazdo
Przytwierdzone od spodu pod boczną gałęzią świerka lub jodły, ulokowane w gęstej koronie drzew iglastych na znacznej wysokości, wiszące. Jest wplecione w zwisające, cienkie dwie poprzeczne względem siebie gałązki większej gałęzi, przeważnie na wysokości 4–12 m nad ziemią. Jego kształt zbliżony jest do czarki o zamkniętej misternej konstrukcji z mchu, porostów i roślinnych włókien, a wyściółkę stanowią pióra i sierść; średnica zewnętrzna to blisko 10 cm, wewnętrzna – 7 cm. Otwór wlotowy jest zwężony od góry. Budowę ptak rozpoczyna od zlepienia gałązek nićmi pajęczymi i kokonami z jajami pająków i poczwarek owadów. To pozwala na utworzenie głębokiej, miseczkowatej całości. Wobec niewielkich rozmiarów ptaka rzuca się w oczy masywność konstrukcji. Budowa całego gniazda trwa zwykle 3 tygodnie.

### Jaja
Gniazdo w formie kulistej z otworem znajdującym się od góry. Dwa lęgi w roku pod koniec kwietnia i w połowie czerwca. W zniesieniu 8–10 jaj, o średnich wymiarach 13×10 mm i średniej masie 0,72 g, znacznie jaśniejszych od jaj zniczka, o tle kremowobiałym, z gęsto usianymi jasnobrązowymi plamkami, które na tępym końcu tworzą wianuszek.
Jaja są stosunkowo ciężkie: masa jednego jaja wynosi 14,4% masy ciała samicy (założono 5 g), natomiast masa całego zniesienia z 10 jaj – 144%, co jest największą wartością wśród polskich ptaków.

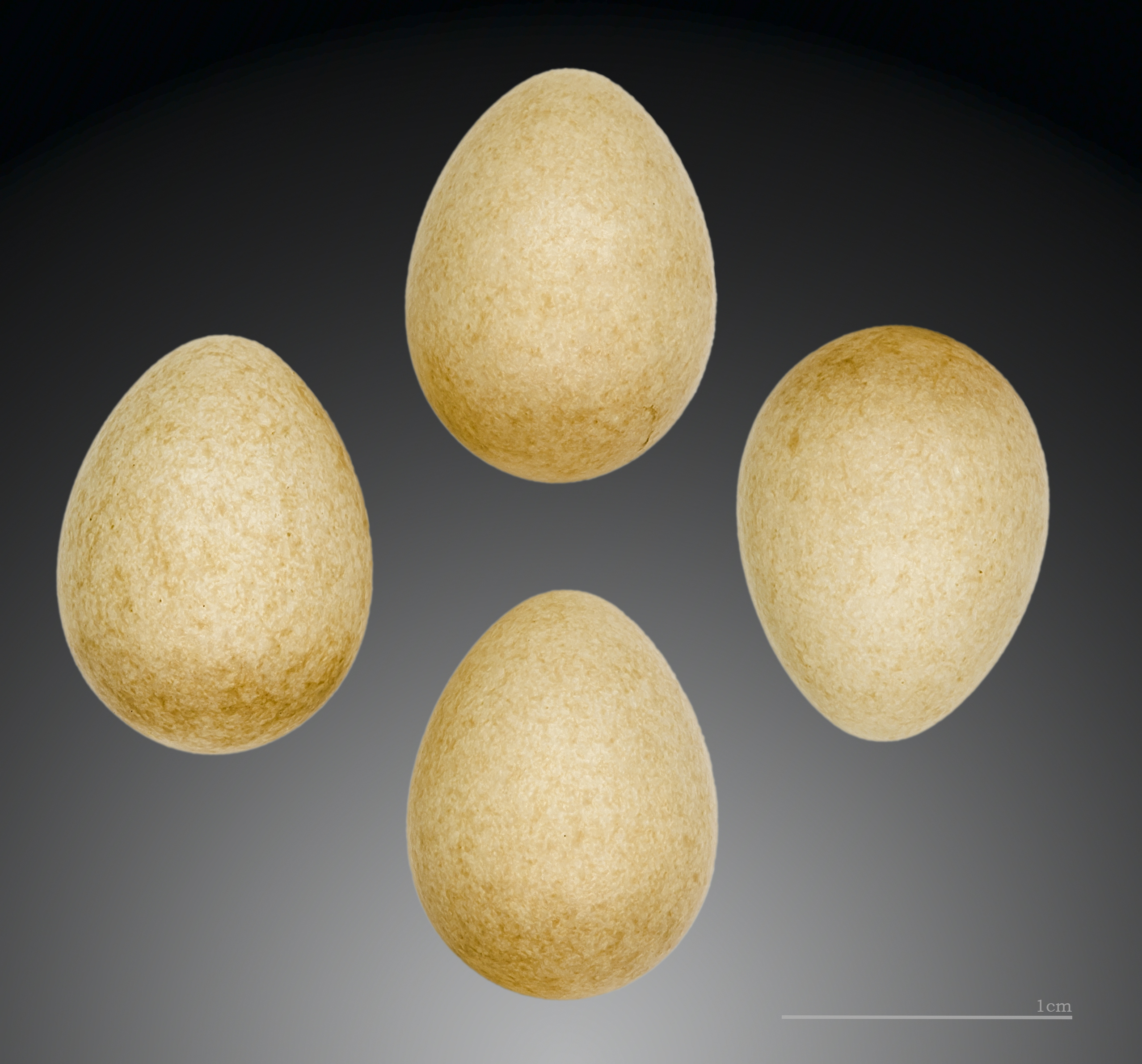
R. regulus regulus
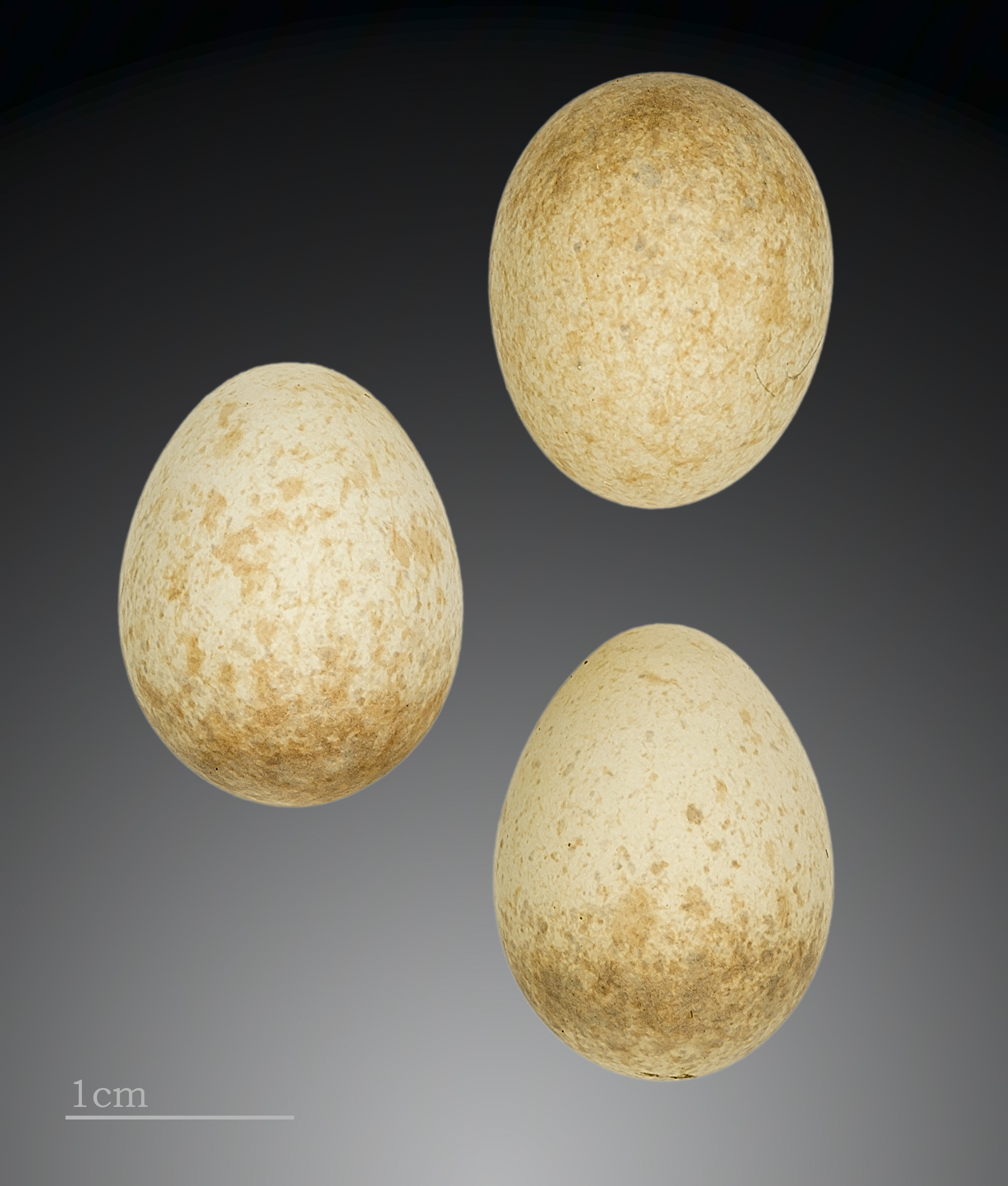
R. regulus azoricus
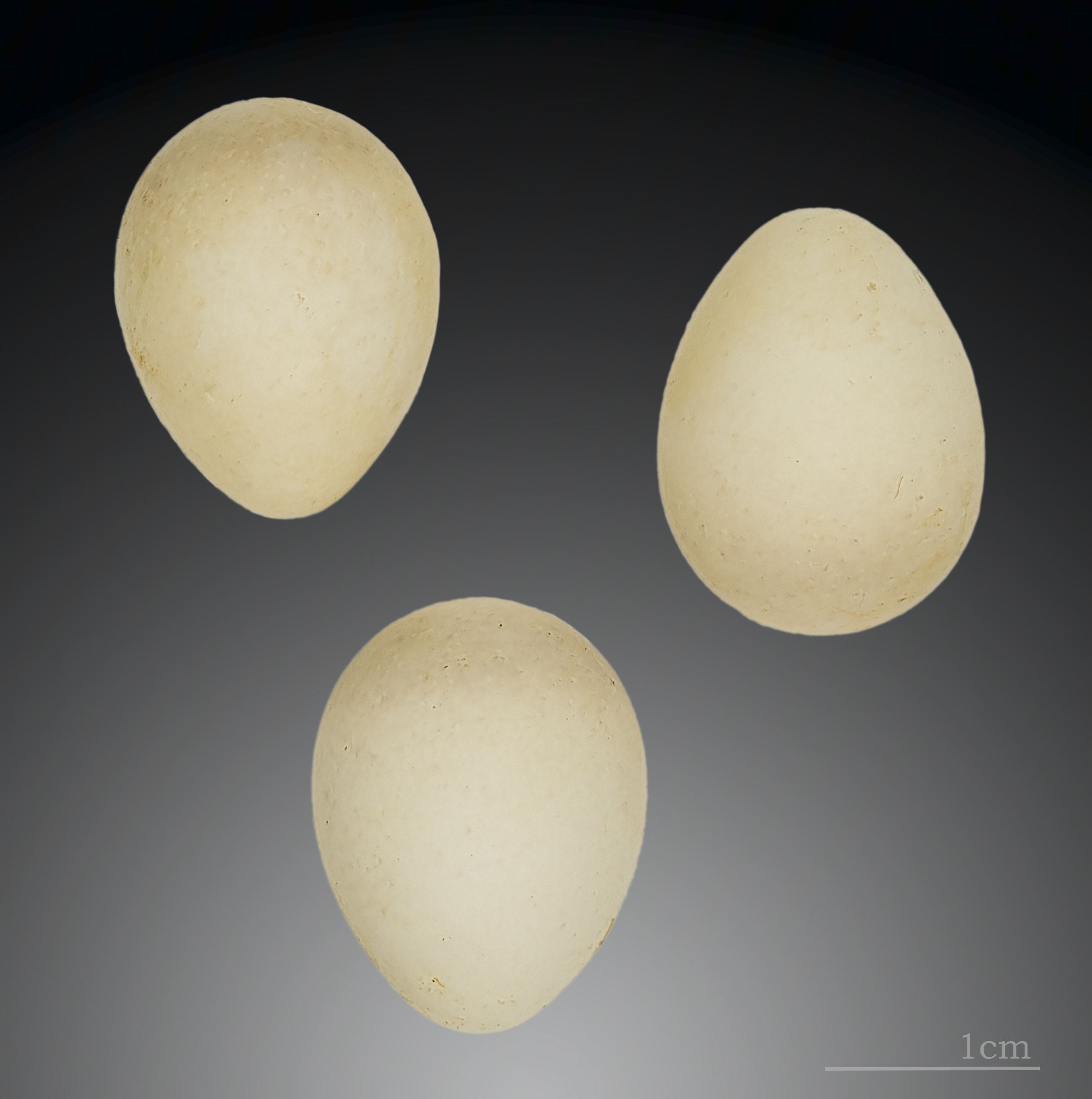
R. regulus inermis
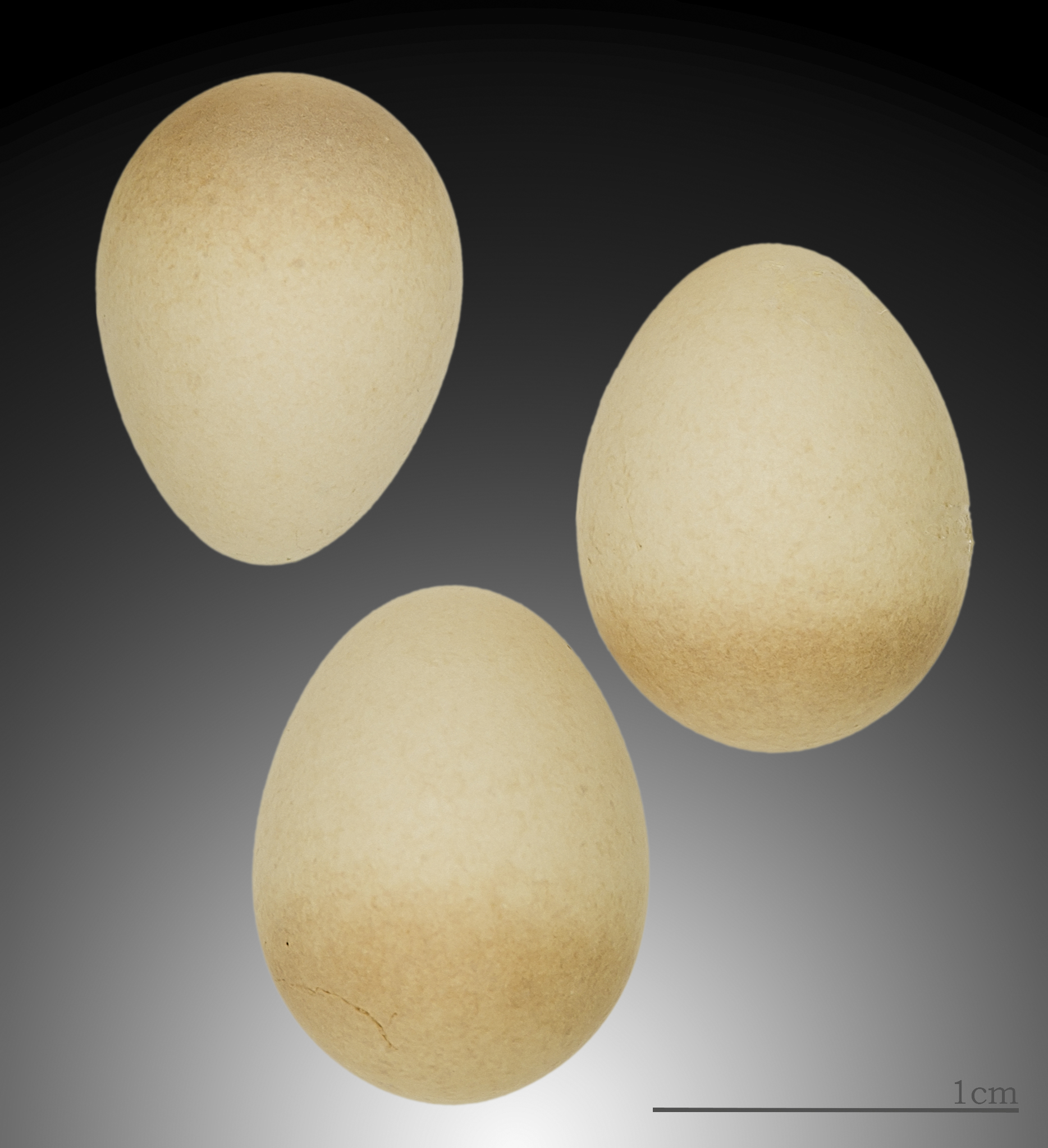
R. regulus teneriffae

### Wysiadywanie, pisklęta
Od zniesienia ostatniego jaja trwa przez okres 14–16 dni i czynnością tą zajmuje się jedynie samica. Młode, gniazdowniki, opuszczają gniazdo po 14–16 dniach.
Najstarszy zaobrączkowany osobnik dożył 7,5 roku.

## Pożywienie

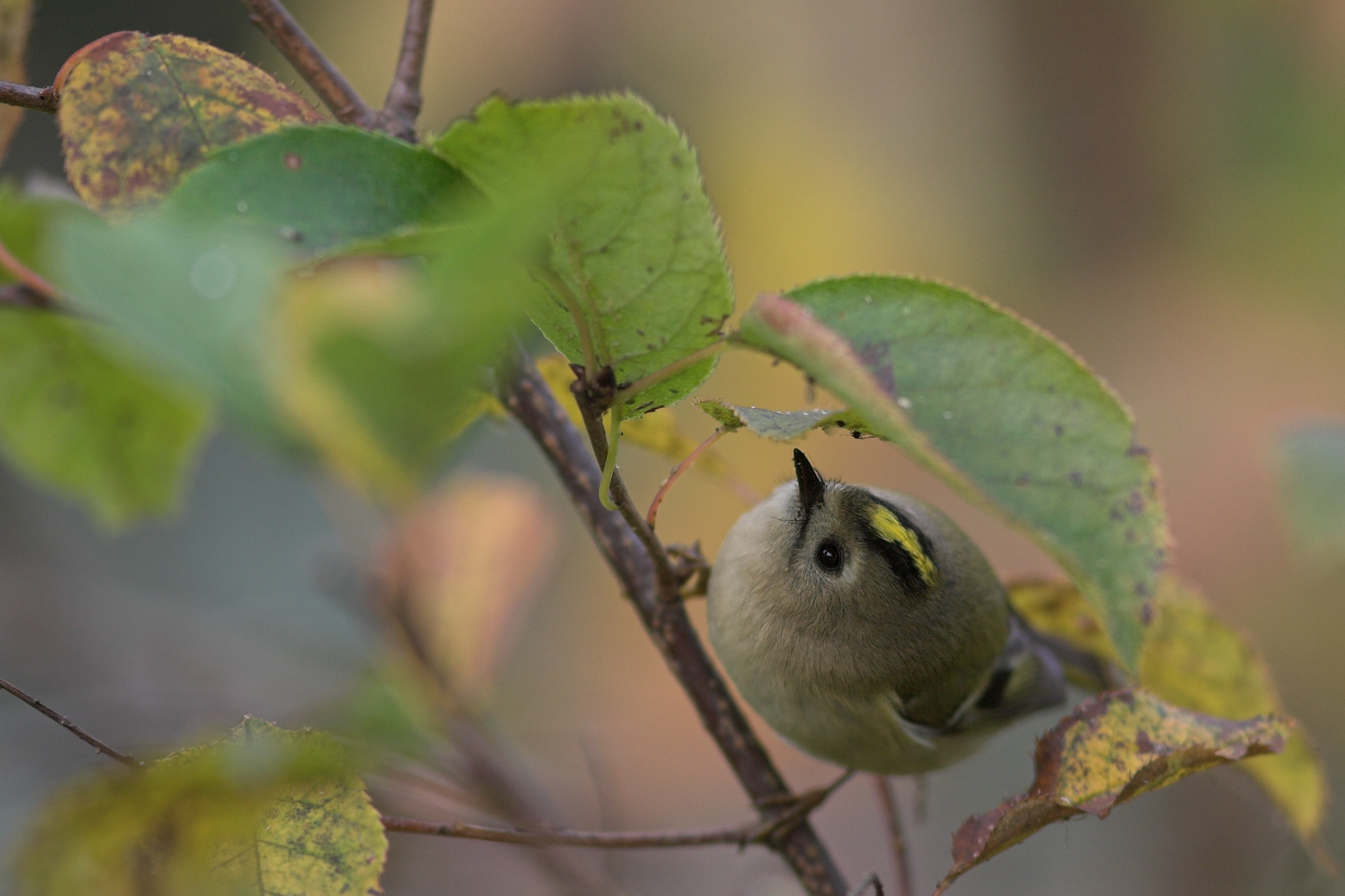
Mysikrólik w trakcie zbierania owadów ze spodniej powierzchni liścia

Wiosną i latem drobne owady nadrzewne jak małe muchówki i mikroskopijne komary, ich jaja, poczwarki (zwłaszcza zimą) i larwy, pająki, inne bezkręgowce, sporadycznie również nasiona sosny zwyczajnej i innych iglaków.

Wyjątkowa żywotność tych ptaków nie zanika nawet zimą. Nawet przy niekorzystnych warunkach atmosferycznych nie opuszczają one terenów lęgowych. Tylko osobniki z północnych populacji migrują na południe. W tej porze roku w warunkach panujących w Europie Południowej mysikróliki muszą w trakcie krótkiego dnia nazbierać odpowiednią liczbę stężałych od zimna i poukrywanych w kryjówkach owadów i innych bezkręgowców. Nie wszystkim ptakom udaje się przetrwać jednak do wiosny. Wysoką śmiertelność rekompensuje duża liczba składanych jaj (10) i wyprowadzanie czasem nawet dwóch lęgów w ciągu roku.

Żerując na gałęziach świerkowych, rzadziej sosnowych lub modrzewiowych, często zawisa głową na dół (podobnie jak sikorki przeszukując jedną gałązkę po drugiej).

## Status i ochrona
IUCN uznaje mysikrólika za gatunek najmniejszej troski (LC, Least Concern). Liczebność światowej populacji, wstępnie obliczona w oparciu o szacunki organizacji BirdLife International dla Europy z 2015 roku, mieści się w przedziale 98–165 milionów dorosłych osobników. Globalny trend liczebności populacji uznawany jest za spadkowy.
Na terenie Polski gatunek ten jest objęty ścisłą ochroną gatunkową. Na Czerwonej liście ptaków Polski został sklasyfikowany jako gatunek najmniejszej troski (LC). Według szacunków Monitoringu Pospolitych Ptaków Lęgowych (MPPL), w latach 2013–2018 liczebność populacji lęgowej mysikrólika na terenie kraju wynosiła 522 000 – 811 000 par.